# Erondegemse Pijl 2017
La 7e édition de l'Erondegemse Pijl a eu lieu le 5 août 2017. Elle fait partie de la Lotto Cycling Cup 2017 et du calendrier UCI en catégorie 1.2.

## Récit de course
Julia Soek s'échappe avec Rachel Neylan et Esther van Veen. Elle les devance au sprint et obtient ainsi sa première victoire professionnelle. Derrière, Coryn Rivera règle le sprint du peloton.

## Classements

### Classement final
| \| Classement général \| Classement général \| Classement général \| Classement général \| Classement général \| \| Coureuse \| Coureuse \| Pays \| Équipe \| Temps \| \| ------------------ \| ------------------ \| ------------------ \| --------------------------- \| ------------------ \| \| 1re \| Julia Soek \| Pays-Bas \| Sunweb \| 2 h 58 min 36 s \| \| 2e \| Rachel Neylan \| Australie \| Orica-Scott \| + 0 s \| \| 3e \| Esther van Veen \| Pays-Bas \| Parkhotel Valkenburg-Destil \| + 3 s \| \| 4e \| Coryn Rivera \| États-Unis \| Sunweb \| + 17 s \| \| 5e \| Nina Kessler \| Pays-Bas \| Hitec Products \| + 17 s \| \| 6e \| Monique van de Ree \| Pays-Bas \| Lares-Waowdeals Women \| + 17 s \| \| 7e \| Eva Buurman \| Pays-Bas \| Parkhotel Valkenburg-Destil \| + 17 s \| \| 8e \| Silvia Persico \| Italie \| Valcar PBM \| + 17 s \| \| 9e \| Sara Mustonen \| Suède \| VéloCONCEPT Women \| + 17 s \| \| 10e \| Kelly Druyts \| Belgique \| Sport Vlaanderen-Etixx \| + 17 s \| |                    |            |                             |                 |
| |                    |            |                             |                 |
| Source : ProCyclingStats |                    |            |                             |                 |
| Classement général |                    |            |                             |                 |
| Coureuse | Coureuse           | Pays       | Équipe                      | Temps           |
| 1re | Julia Soek         | Pays-Bas   | Sunweb                      | 2 h 58 min 36 s |
| 2e | Rachel Neylan      | Australie  | Orica-Scott                 | + 0 s           |
| 3e | Esther van Veen    | Pays-Bas   | Parkhotel Valkenburg-Destil | + 3 s           |
| 4e | Coryn Rivera       | États-Unis | Sunweb                      | + 17 s          |
| 5e | Nina Kessler       | Pays-Bas   | Hitec Products              | + 17 s          |
| 6e | Monique van de Ree | Pays-Bas   | Lares-Waowdeals Women       | + 17 s          |
| 7e | Eva Buurman        | Pays-Bas   | Parkhotel Valkenburg-Destil | + 17 s          |
| 8e | Silvia Persico     | Italie     | Valcar PBM                  | + 17 s          |
| 9e | Sara Mustonen      | Suède      | VéloCONCEPT Women           | + 17 s          |
| 10e | Kelly Druyts       | Belgique   | Sport Vlaanderen-Etixx      | + 17 s          |

### Barème des points UCI
| Position,          | 1er | 2e | 3e | 4e | 5e | 6e | 7e | 8e | 9e | 10e |
| Classement général | 40  | 30 | 16 | 12 | 10 | 8  | 6  | 3  | 2  | 1   |